# Luciano Vietto
Luciano Darío Vietto (Balnearia, Córdoba, Argentina, 5 de diciembre de 1993) es un futbolista profesional argentino. Juega como Extremo  Derecho  y su equipo actual es el Racing Club de Avellaneda de la Primera División de Argentina.
Nacido en Balnearia, como su hermano Federico Vietto, surgió de las inferiores del Club Atlético Independiente Unión Cultural. Luego comenzó su formación en las inferiores de Estudiantes de La Plata, para pasar posteriormente a Racing Club, donde destacó en las inferiores del predio Tita Mattiussi como parte de una famosa camada denominada por los medios especializados como «los cinco fantásticos», junto a Rodrigo de Paul, Luis Fariña, Bruno Zuculini y Ricardo Centurión. Su gran nivel en Racing llamó la atención del Villarreal, que lo fichó por una cifra millonaria.
En el Atlético de Madrid obtuvo gran parte de sus logros, incluyendo la Liga Europa de la UEFA 2016-17. Posteriormente, fue cedido a Sevilla, Valencia y Fulham. En 2019 llegó al Sporting de Lisboa, donde marcó 9 goles y dio 8 asistencias. Tras un paso exitoso por el Al-Hilal, Al-Shabab y Al-Qadisiyah de Arabia Saudita, regresó a Racing Club en 2024.
Fue internacional con la selección de fútbol sub-20 de Argentina durante 2012 y 2013, logrando participar del campeonato sudamericano en su país natal.

## Trayectoria

### Racing Club de Avellaneda

#### Temporada 2011/12
Luego de sus inicios de niño en Club Atlético Independiente Unión Cultural de Balnearia, su pueblo natal Luciano Vietto asomó como una joven promesa en las inferiores del Racing Club, ganándose un lugar en el equipo de la Selección Sub-20 de Argentina.

#### Temporada 2012/13
Tras la partida de Diego Simeone y ya instalado Luis Zubeldia como entrenador, en la quinta fecha del Torneo Inicial 2012 Vietto salió a la cancha entre los once iniciales por primera vez en su carrera en reemplazo del expulsado Gabriel Hauche. En su debut como titular, Vietto también marcó sus primeros tres tantos en primera en la victoria de su equipo ante San Martín de San Juan por 3-1.
Tras otros dos partidos en el banco, el DT Luis Zubeldia se la juega por Lucky: ingresó como titular contra Colón de Santa Fe (en el que Racing Club ganó 1-0).
El 6 de octubre ya como " 9 " titular del equipo le convierte un gol a Colón en la victoria por la mínima 1 a 0 como visitante por el Torneo Inicial 2012. Su último gol sería el 15 de noviembre ante Godoy Cruz en la victoria 1 a 0 y corto una mala racha que venía teniendo.
Racing Club terminó en el 5° puesto del Torneo Inicial, Vietto fue el goleador de su equipo y una de las revelaciones juveniles.
El 10 de febrero al arrancar el Torneo Final, Vietto fue suplente en el primer partido contra Atlético de Rafaela ingreso en el segundo tiempo en reemplazo de Diego Villar fue una derrota 3-0. En la segunda fecha del Torneo Final ya como titular convierte un gol en la victoria 2-0 ante Argentinos Juniors. En la fecha 5 devuelta enfrentando a San Martín de San Juan ya como costumbren convirtiéndole un gol en la victoria 3-1, ya como verdugo ya que en 2 partidos le convirtió 4 goles, su gol fue una jugada que la baja de pecho se acomoda y dispara un tiro potente y la coloco en el ángulo del arco.
El 13 de abril juega un clásico contra San Lorenzo fue una goleada 4-1 con un gol del juvenil, una pelota que rechazo Claudio Corvalán y que Luciano Vietto la corrió la alcanzó engancho dos veces ante Juan Ignacio Mercier, pateó y puso el resultado final la gran goleada. Fue premiado por el programa Estudio Fútbol del canal TyC Sports [cita requerida] con el "Botín de Plata" como el mejor jugador del fútbol argentino durante el mes de abril del año 2013.
El 28 de abril de 2013, por el Torneo Final 2013, Vietto marcó su segundo triplete en la derrota de su equipo ante Newell's Old Boys por 4 a 3, ese partido fue nombrado como el mejor partido del Torneo Final, el primer gol fue tras ganar una pelota y la pateó por arriba del portero rival, el segundo gol fue tras un disparó desviado de Rodrigo De Paul que le quedó a Vietto esquivo al arquero y puso el 2-2 parcial y el tercer gol fue de un centro por abajo de Javier Cámpora y Vietto solo la empujó al gol. En las 2 últimas fechas contra All Boys y Unión convirtió 2 goles en los 2 partidos y con eso finalizó el torneo.
Finalizó el Torneo siendo el goleador de Racing con 8 tantos y terminó en el 6° puesto Luciano Vietto pasó a ser una de las grandes revelaciones juveniles del fútbol Argentino.
Después de su muy buena actuación en Racing Club surgieron muchos rumores de un posible transferencia a Europa siendo reportado el interés de clubes como el Atlético de Madrid y Valencia C. F. de España, Manchester City y Liverpool de Inglaterra, Juventus de Italia, París Saint-Germain de Francia y el Borussia Dortmund de Alemania.

#### Temporada 2013/14
Racing Club no tuvo un buen arranque del torneo y eso mismo le sucedió a Vietto. Asimismo, los malos resultados le costaron el puesto al DT Luis Zubeldía. Con la renuncia de Luis Zubeldía y con la llegada de Carlos Ischia los resultados no cambiaron ya que el nuevo director técnico dirigió 5 partidos, en los cuales cosechó 4 derrotas y 1 empate. Luego de la última derrota Carlos Ischia renunció a su cargo y la dirigencia optó por contratar a un extécnico histórico de la institución, Mostaza Merlo.
El 2 de noviembre de 2013, ya al mando de Mostaza Merlo, Luciano Vietto convierte dos goles en la victoria de La Academia 3 a 1 contra Gimnasia LP. El gol del inicio provino de un tiro de esquina de Bruno Zuculini que Luciano Vietto roza con su cabeza y coloca el 1-0. El segundo gol también se originó a través de una jugada a pelota parada ejecutada por Valentín Viola que Luciano Vietto llega a impulsar para anotar el segundo gol de la noche. En la fecha 12 frente a Vélez Sarsfield, Vietto convierte un gol tras una fantástica asistencia de Luciano Aued. Estos fueron sus únicos tres goles en el Torneo Inicial.
Racing Club tuvo unos de las peores temporadas de su historia, terminando último contando los dos torneos. En tanto, Luciano Vietto jugó 35 partidos y marcó 5 goles.
En total en Racing, de manera oficial, le convirtió goles a: San Martín (SJ) (4), Newell's Old Boys (3), Gimnasia de La Plata (2), Colón (2), Godoy Cruz (1), Argentinos Juniors (1), San Lorenzo (1), All Boys (1), Unión (1), Lanús (1), Atlético de Rafaela (1), Vélez Sarsfield (1).

### Villarreal C. F.

#### Temporada 2014-15
El 26 de julio de 2014 se confirmó la llegada de Vietto al Villarreal C. F. por un traspaso de 5,5 millones de euros. La Academia se desprendió del 80 por ciento de la ficha del jugador de 20 años, quien firmó un contrato por cinco años en el club español. El 5 de agosto Luciano Vietto fue presentado como nuevo jugador del Villarreal, el exdelantero de Racing Club se sumó al "Submarino Amarillo" luego de que llegara su transferencia.
El 28 de agosto el Villarreal ganó 4-0 al F. K. Astana en la cuarta ronda previa de la Europa League 2014-15, en la que Vietto que marcó dos goles y dio una asistencia a Nahuel Leiva. El primer gol de Vietto fue cuando fusiló al portero y el segundo gol fue después de Jaume Costa se escapó por banda izquierda y cedió a Vietto en la frontal del área para que este anotara su doblete. En la cuarta fecha de la liga española, hizo su debut en la red, al marcar un doblete ante el Rayo Vallecano, al entrar en el segundo tiempo la daría la victoria como local por 4 a 2, el primer gol fue a los 74 minutos tras una asistencia de Denís Chéryshev que el argentino remato a la derecha del arco poniendo el 3-2 dando vuelta el partido y el segundo gol tras la asistencia de Denís Chéryshev tras remate con la derecha.
En la penúltima fecha de la fase de grupos de la Europa League se mediría para asegurar su clasificación a la siguiente ronda contra el Borussia Mönchengladbach de Alemania con participación del juvenil Vietto abriendo el marcador en El Madrigal tras un pase al medio que arrebato y definió pero no podría sellar su pase a la ronda siguiente. El 30 de noviembre en la misma semana ya por la Liga BBVA volvería a marcar en la victoria 2-0 contra el recién ascendido Córdoba C. F. como visitante tras una asistencia del ruso Denís Chéryshev, Vietto tras una gran media vuelta remataría, así dándole la victoria, los 3 puntos y lo coloca en puesto de competiciones europeas. El 14 de diciembre en un partido clave por la Liga BBVA 2014/15 contra el Atlético de Madrid el Villarreal C. F. tendría un triunfo muy importante por la mínima 1-0 como visitante en el Estadio Vicente Calderón con un gol de Vietto tras un gran pase de Moi Gómez tras recibir engancho frente al defensor dejándolo a tras así quedó mano a mano con el arquero y definió a fuerza del área grande, de esa manera le cortaron un invicto al Atlético de Madrid de Diego Simeone de 27 partidos en liga.
En la jornada 16 la última del 2014 el 21 de diciembre el Villarreal C. F. cerraría como local contra el Deportivo de la Coruña con una victoria por goleada 3-0 con una actuación sobresaliente de Luciano Vietto que aporto dos goles el primero fue tras un pase desde la banda de Víctor Ruiz que le dejaría solo para puntear la pelo abajo del arco y el segundo gol sería un calco de la primera por la misma banda y esta vez el centro lo lanzaría Denís Chéryshev que le dejaría la pelota en el mismo lugar solo para empujarla y poner el resultado final 3-0. Luciano Vietto arrancaría un 2015 de la mejor manera con un gol el 3 de enero el Villarreal C. F. tendría un cruce contra el Elche C. F. por la fecha 17 en el empate 2-2 Luciano Vietto sería autor del primer gol del partido tras una buena jugada Moi Gómez le dejó la pelota en el centro de arco para que Lucky la empujarla al arco. El 26 de febrero Luciano Vietto continúa con su buena racha goleadora su aporte fue vital para que el Villarreal C. F. avance en los octavos de final Europa League, el ex Racing Club metió un doblete al Red Bull Salzburg de Austria en el partido de vuelta.
Vietto realizó una primera gran temporada en la cual anotó 20 goles en 47 partidos (12 de ellos en la Liga). El Villarreal terminó en el quinto puesto de la Liga, fue eliminado en semifinales de la Copa del Rey y eliminado en octavos de final de la Europa League.

### Atlético de Madrid

#### Temporada 2015-16
El 6 de julio de 2015 el Atlético de Madrid hizo oficial su fichaje para las próximas 6 temporadas a cambio de 20 000 000 €. El 9 de julio fue recibido por un grupo de juveniles del equipo y varios centenares de aficionados en su presentación oficial en una sede del club.
El 12 de septiembre debutó con el Atlético de Madrid en la tercera jornada de Liga BBVA ante el F. C. Barcelona, Vietto saltó al campo en el minuto 81 en sustitución de Gabi Fernández en la derrota de su equipo por 1-2 como local. En la séptima jornada de Liga jugó el derbi madrileño contra el Real Madrid, entrando en el minuto 58 por Ángel Correa, marcando el único gol en el minuto 83 para poner el empate a 1 final.

### Sevilla FC

#### Temporada 2016-17
Luciano Vietto sale cedido desde el Atlético de Madrid al Sevilla F. C. el 30 de junio, su debut en un partido oficial fue el 14 de agosto de 2016, ante el F. C. Barcelona en un partido de la Supercopa de España, partido que perdieron 0-2 jugando en su campo, marca su primer gol ante el R. C. D. Espanyol anotando 2 goles con un resultado final de 6-4 favorable al Sevilla.

### Valencia C. F.

#### Temporada 2017-2018
Luciano Vietto sale cedido desde el Atlético de Madrid a Valencia C. F. el 4 de enero de 2018 y el club ché se guarda una opción de compra a final de temporada. En su segundo partido como valencianista contra Las Palmas, lo hace nada más ni nada menos que con un hat-trick, siendo uno de ellos desde mitad de cancha rompiendo así su mala racha, ya que el 2017 no pudo marcar un solo gol. Sin embargo, su mal desempeño durante el resto de la temporada le valió ser votado por el público dentro de los 11 elegidos para el The Worst ("Los Peores"), parodia del diario español Marca de los Premios The Best de la FIFA, donde lo acompañó otro argentino, el técnico Jorge Sampaoli.

### Fulham

#### Temporada 2018-2019
Luego de su paso por Valencia, fue al Fulham F. C., equipo recién ascendido a la Premier League, donde hizo un gol y cinco asistencias en 17 partidos. Su paso por el Fulham, donde apenas hizo un gol en 22 partido y se fue al descenso en la Premier, pareció ser el piso de su carrera.

### Sporting de Portugal

#### Temporada 2019-2020
El 14 de mayo de 2019 el Atlético de Madrid y el Sporting de Portugal, acordaron el traspaso del argentino por 7,5 millones de euros. El Atlético mantendría el 50% de los derechos futuros. Este fichaje se realizó para poner fin a la disputa sobre el caso Gelson Martins, por lo que el Atlético pagaría 22,5 millones de euros al Sporting de Portugal. En el último partido, y con la 10 en la espalda, Vietto hizo dos golazos para darle el triunfo a su Sporting ante el Braga. Con tres goles en sus primeros diez partidos, a los 25 años se volvió a ganar la titularidad en un equipo.

### Arabia Saudita
El 25 de octubre de 2020 fichó por el Al-Hilal Saudi F. C., firmando un contrato por tres temporadas. Con el cual ganó la Liga de Campeones de la AFC en 2021.
El 29 de enero de 2022 se marchó cedido al Al-Shabab durante seis meses.
El 9 de agosto de 2023 fichó por el Al-Qadisiyah de la Liga Yello segunda división de Arabia.

### Vuelta a Racing Club
Temporada 2024
El 1 de septiembre de 2024 volvió a Racing Club de la Primera División de Argentina. Debutó el 19 de octubre ante Defensa y Justicia. Si bien tuvo poca participación, Vietto fue parte del plantel campeón de la Copa Sudamericana 2024, luego de que la Academia venciera a Cruzeiro de Brasil en la final, disputada en el 23 de noviembre en la Nueva Olla de Asunción.
El 30 de noviembre convirtió su primer gol desde su regreso, contra Rosario Central por la Liga Profesional 2024, para abrir el marcador final 2-0 a favor de Racing Club.

### Selección argentina sub-20
El 12 de diciembre de 2012 vistió por primera vez la camiseta de la selección argentina sub-20 junto con su compañero de equipo Ricardo Centurión en un amistoso contra Lanús. También fue convocado por el entrenador Marcelo Trobbiani para disputar el Campeonato Sudamericano Sub-20 en 2013 disputado en Mendoza, Argentina. A pesar del decepcionante desempeño de la Selección, quedando eliminada en la primera ronda del torneo, Vietto marcó dos goles, en la derrota ante Paraguay (1-2) y en el empate ante Bolivia (2-2).
El 1 de julio de 2016, a un mes antes de los Juegos Olímpicos de Río de Janeiro 2016, fue convocado por Gerardo Martino, Director Técnico de la Selección sub-23 de Argentina para integrar el plantel de dicho seleccionado.

## Estadísticas

### Clubes
| Club | Div.          | Temporada     | Liga  | Liga  | Liga   | Copas nacionales(1) | Copas nacionales(1) | Copas nacionales(1) | Torneos internacionales(2) | Torneos internacionales(2) | Torneos internacionales(2) | Total | Total | Total  | Media goleadora(3) |
| Club | Div.          | Temporada     | Part. | Goles | Asist. | Part.               | Goles               | Asist.              | Part.                      | Goles                      | Asist.                     | Part. | Goles | Asist. | Media goleadora(3) |
| --- | ------------- | ------------- | ----- | ----- | ------ | ------------------- | ------------------- | ------------------- | -------------------------- | -------------------------- | -------------------------- | ----- | ----- | ------ | ------------------ |
| Racing Club Argentina | 1.ª           | 2011-12       | 2     | 0     | 0      | 1                   | 0                   | 0                   | 1                          | 0                          | 0                          | 4     | 0     | 0      | 0.00               |
| Racing Club Argentina | 1.ª           | 2012-13       | 32    | 13    | 4      | 0                   | 0                   | 0                   | 1                          | 0                          | 0                          | 33    | 13    | 4      | 0.39               |
| Racing Club Argentina | 1.ª           | 2013-14       | 35    | 5     | 1      | —                   | —                   | —                   | 1                          | 0                          | 0                          | 36    | 5     | 1      | 0.14               |
| Racing Club Argentina | 1.ª           | 2024          | 8     | 3     | 0      | -                   | -                   | -                   | 2                          | 0                          | 0                          | 10    | 3     | 0      | 0.33               |
| Racing Club Argentina | 1.ª           | 2025          | 9     | 3     | 2      | 1                   | 0                   | 0                   | 5                          | 1                          | 0                          | 15    | 4     | 2      | 0.5                |
| Racing Club Argentina | Total club    | Total club    | 86    | 24    | 7      | 2                   | 0                   | 0                   | 10                         | 1                          | 0                          | 98    | 25    | 7      | 0.26               |
| Villarreal CF · España | 1.ª           | 2014-15       | 32    | 12    | 2      | 4                   | 0                   | 0                   | 12                         | 8                          | 6                          | 48    | 20    | 8      | 0.42               |
| Villarreal CF · España | Total club    | Total club    | 32    | 12    | 2      | 4                   | 0                   | 0                   | 12                         | 8                          | 6                          | 48    | 20    | 8      | 0.42               |
| Atlético de Madrid · España | 1.ª           | 2015-16       | 19    | 1     | 3      | 4                   | 1                   | 1                   | 5                          | 1                          | 1                          | 28    | 3     | 5      | 0.11               |
| Atlético de Madrid · España | 1.ª           | 2017          | 6     | 0     | 0      | 2                   | 0                   | 0                   | 2                          | 0                          | 0                          | 10    | 0     | 0      | 0.00               |
| Atlético de Madrid · España | Total club    | Total club    | 25    | 1     | 3      | 6                   | 1                   | 1                   | 7                          | 1                          | 1                          | 38    | 3     | 5      | 0.08               |
| Sevilla FC · España | 1.ª           | 2016-17       | 21    | 6     | 4      | 5                   | 3                   | 1                   | 5                          | 1                          | 1                          | 31    | 10    | 6      | 0.34               |
| Sevilla FC · España | Total club    | Total club    | 21    | 6     | 4      | 5                   | 3                   | 1                   | 5                          | 1                          | 1                          | 31    | 10    | 6      | 0.34               |
| Valencia CF · España | 1.ª           | 2018          | 14    | 2     | 1      | 5                   | 3                   | 0                   | —                          | —                          | —                          | 19    | 5     | 1      | 0.26               |
| Valencia CF · España | Total club    | Total club    | 14    | 2     | 1      | 5                   | 3                   | 0                   | 0                          | 0                          | 0                          | 19    | 5     | 1      | 0.26               |
| Fulham FC Inglaterra | 1.ª           | 2018-19       | 20    | 1     | 4      | 2                   | 0                   | 0                   | —                          | —                          | —                          | 22    | 1     | 4      | 0.05               |
| Fulham FC Inglaterra | Total club    | Total club    | 20    | 1     | 4      | 2                   | 0                   | 0                   | 0                          | 0                          | 0                          | 22    | 1     | 4      | 0.05               |
| Sporting CP Portugal | 1.ª           | 2019-20       | 24    | 4     | 4      | 5                   | 2                   | 1                   | 7                          | 2                          | 0                          | 36    | 8     | 5      | 0.22               |
| Sporting CP Portugal | 1.ª           | 2020          | 3     | 1     | 1      | —                   | —                   | —                   | 2                          | 0                          | 1                          | 5     | 1     | 2      | 0.2                |
| Sporting CP Portugal | Total club    | Total club    | 27    | 5     | 5      | 5                   | 2                   | 1                   | 9                          | 2                          | 1                          | 41    | 9     | 7      | 0,22               |
| Al-Hilal FC Arabia Saudita | 1.ª           | 2020-21       | 27    | 4     | 3      | 3                   | 0                   | 0                   | 6                          | 2                          | 2                          | 36    | 6     | 5      | 0,17               |
| Al-Hilal FC Arabia Saudita | 1.ª           | 2021          | 13    | 2     | 2      | 1                   | 1                   | 1                   | —                          | —                          | —                          | 14    | 3     | 3      | 0,21               |
| Al-Hilal FC Arabia Saudita | 1.ª           | 2022-23       | 20    | 3     | 2      | 4                   | 1                   | 0                   | 5                          | 4                          | 0                          | 29    | 8     | 2      | 0,29               |
| Al-Hilal FC Arabia Saudita | Total club    | Total club    | 60    | 9     | 7      | 8                   | 2                   | 1                   | 11                         | 6                          | 2                          | 79    | 17    | 10     | 0.22               |
| Al-Shabab FC Arabia Saudita | 1.ª           | 2022          | 7     | 2     | 1      | 2                   | 0                   | 0                   | 1                          | 0                          | 0                          | 10    | 2     | 1      | 0.2                |
| Al-Shabab FC Arabia Saudita | Total club    | Total club    | 7     | 2     | 1      | 2                   | 0                   | 0                   | 1                          | 0                          | 0                          | 10    | 2     | 1      | 0.2                |
| Al-Qadsiah FC Arabia Saudita | 2.ª           | 2023-24       | 32    | 17    | 10     | 1                   | 0                   | 0                   | —                          | —                          | —                          | 33    | 17    | 10     | 0.52               |
| Al-Qadsiah FC Arabia Saudita | Total club    | Total club    | 32    | 17    | 10     | 1                   | 0                   | 0                   | 0                          | 0                          | 0                          | 33    | 17    | 10     | 0.52               |
| Total carrera | Total carrera | Total carrera | 324   | 79    | 44     | 40                  | 11                  | 4                   | 55                         | 19                         | 11                         | 419   | 109   | 59     | 0.26               |
| (1) Incluye Copa Argentina, Copa del Rey y Supercopa de España. (2) Incluye Copa Sudamericana, Liga Europa de la UEFA y Liga de Campeones de la UEFA. (3) Media de goles por encuentro. No incluye goles en partidos amistosos. |               |               |       |       |        |                     |                     |                     |                            |                            |                            |       |       |        |                    |

#### Hat-tricks
| Lista de partidos en los que anotó tres o más goles | Lista de partidos en los que anotó tres o más goles | Lista de partidos en los que anotó tres o más goles | Lista de partidos en los que anotó tres o más goles | Lista de partidos en los que anotó tres o más goles | Lista de partidos en los que anotó tres o más goles | Lista de partidos en los que anotó tres o más goles |
| #                                                   | Fecha                                               | Estadio                                             | Partido                                             | Goles                                               | Resultado                                           | Competición                                         |
| --------------------------------------------------- | --------------------------------------------------- | --------------------------------------------------- | --------------------------------------------------- | --------------------------------------------------- | --------------------------------------------------- | --------------------------------------------------- |
| 1                                                   | 3 de septiembre de 2012                             | El Cilindro, Avellaneda                             | Racing Club - San Martín (SJ)                       |                                                     | 3 - 1                                               | Torneo Inicial 2012                                 |
| 2                                                   | 28 de abril de 2013                                 | Marcelo Bielsa, Rosario                             | Newell's Old Boys - Racing Club                     |                                                     | 4 - 3                                               | Torneo Final 2013                                   |
| 3                                                   | 21 de diciembre de 2016                             | Ramón Sánchez-Pizjuán, Sevilla                      | Sevilla - Formentera                                |                                                     | 9 - 1                                               | Copa del Rey 2016-17                                |
| 4                                                   | 9 de enero de 2018                                  | Mestalla, Valencia                                  | Valencia - Las Palmas                               |                                                     | 4 - 0                                               | Copa del Rey 2017-18                                |

## Palmarés

### Campeonatos nacionales
| Título                      | Club                 | País           | Año     |
| --------------------------- | -------------------- | -------------- | ------- |
| Primeira Liga               | Sporting de Portugal | Portugal       | 2020-21 |
| Copa del Rey de Campeones   | Al-Hilal Saudi       | Arabia Saudita | 2019-20 |
| Liga Profesional Saudí      | Al-Hilal Saudi       | Arabia Saudita | 2020-21 |
| Supercopa de Arabia Saudita | Al-Hilal Saudi       | Arabia Saudita | 2021    |
| Copa del Rey de Campeones   | Al-Hilal Saudi       | Arabia Saudita | 2022-23 |
| Liga de Yello               | Al-Qadisiyah F. C.   | Arabia Saudita | 2023-24 |

### Campeonatos internacionales
| Título                      | Club               | Sede           | Año  |
| --------------------------- | ------------------ | -------------- | ---- |
| Liga Europa de la UEFA      | Atlético de Madrid | Lyon           | 2018 |
| Liga de Campeones de la AFC | Al-Hilal           | Saitama        | 2021 |
| Supercopa Lusail            | Al-Hilal           | Lusail         | 2022 |
| Copa Sudamericana           | Racing Club        | Asunción       | 2024 |
| Recopa Sudamericana         | Racing Club        | Río de Janeiro | 2025 |

### Otros logros
- Subcampeón Copa Argentina 2011-12
- Subcampeón UEFA Champions League 2015-16
- Subcampeón Copa Mundial de Clubes de la FIFA 2022

### Distinciones individuales
| Distinción                                                                 | Año  |
| -------------------------------------------------------------------------- | ---- |
| Jugador del Mes de diciembre de la Liga BBVA                               | 2014 |
| Nombrado Jugador Revelación de la Liga BBVA por el diario Marca            | 2015 |
| Incluido en el Once Ideal de la Liga BBVA del Mes de enero                 | 2015 |
| Incluido en el 'Equipo Revelación' de la Liga BBVA 2014-15 por la UEFA.com | 2015 |
| Máximo Asistente de la Europa League                                       | 2015 |
| Balón de Bronce de la Copa Mundial de Clubes de la FIFA 2022               | 2022 |